# Ozotoceros bezoarticus
El venado de las Pampas, guazú ti'í o guasutĩ en guaraní (Ozotoceros bezoarticus), es un cérvido de tamaño mediano, endémico de las llanuras de la región templada de Sudamérica. Antiguamente extendido desde el trópico hasta la Patagonia, a causa de la caza masiva en el siglo XIX y la ocupación de su hábitat por el ganado bovino hoy habita solo en áreas aisladas del Brasil, Bolivia, Uruguay y Argentina. Está registrado en el Apéndice I del listado de especies protegidas de CITES. Se lo conoce también como ciervo pampero, venado pampero o ciervo campero. En Uruguay es conocido como venado de campo.

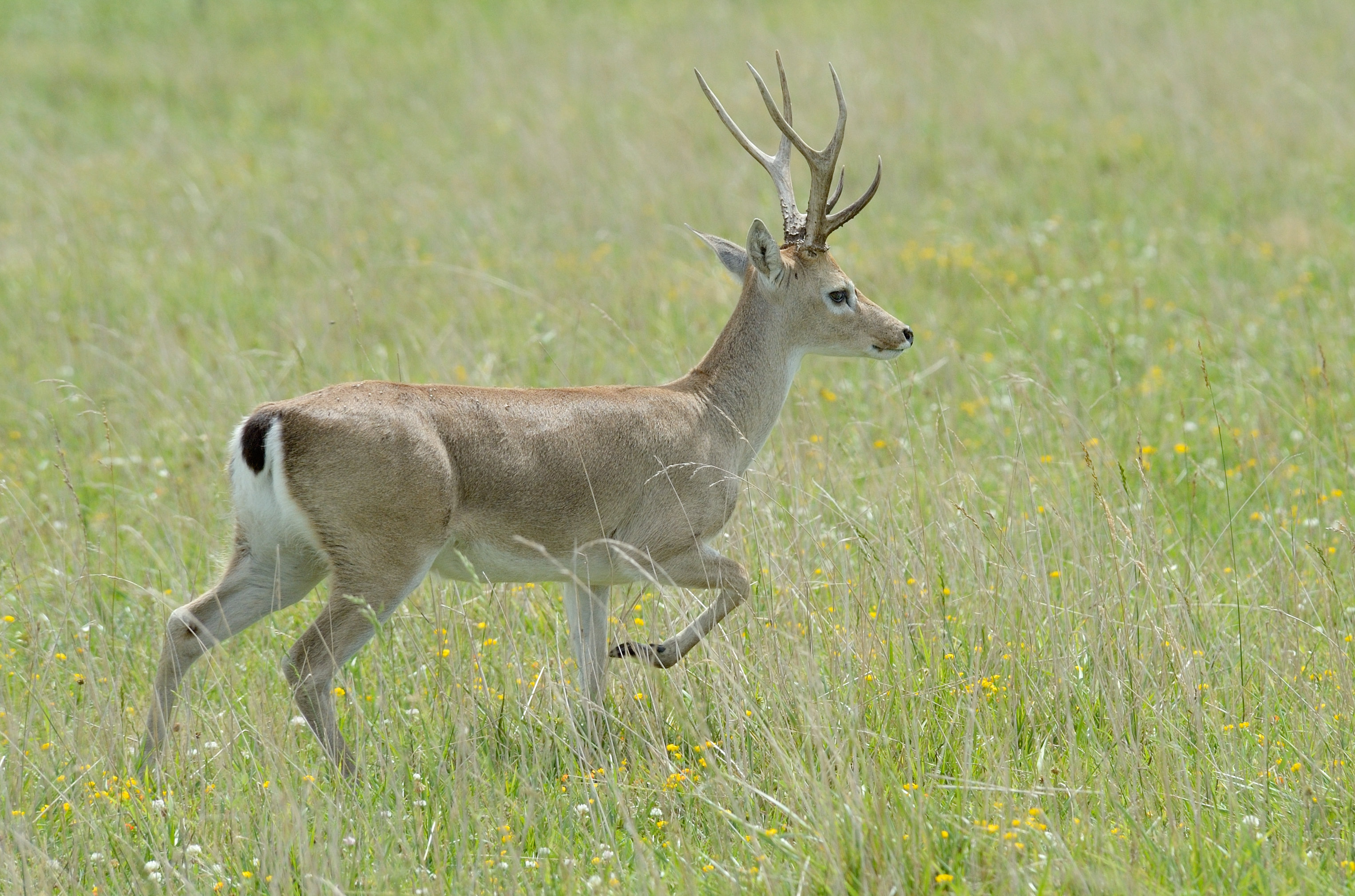
Venado de campo observado en una estancia del departamento de Rocha, Uruguay.

## Hábitat
El venado de las Pampas habita las llanuras de pastizales sudamericanas. Actualmente se encuentra concentrado en regiones aisladas y frecuentemente pantanosas, por las que en estado natural no manifiesta preferencia; acude a ellas sobre todo como refugio frente a la aún existente práctica cinegética.
En la Argentina ocupa bolsones de población desde el sur del interior de la Provincia de Buenos Aires hasta el Chaco; en la provincia de San Luis —cuya capital, San Luis de la punta del cerro de los Dos Venados, lleva su nombre— existen aún ejemplares aislados.

## Descripción
El venado de las Pampas puede alcanzar el metro y medio de largo, y unos 7 dm de alzada. El macho alcanza los 45 kg de peso, mientras que la hembra es algo menor. El factor principal de dimorfismo sexual, sin embargo, son las astas que presenta el macho adulto; éstas se ramifican en no más de tres puntas, de las cuales una se dirige hacia delante y las restantes hacia atrás. Excepcionalmente se han observado cornamentas más ramificadas.
El pelaje está extremadamente diferenciado entre las distintas poblaciones, probablemente a causa de la enorme variedad genética que el venado presentaba antes de su exterminación masiva, con millones de ejemplares diseminados por buena parte del continente, entre los que ha existido poco contacto. Va desde el pardo muy claro (bayo) o grisáceo en el O. bezoarticus leucogaster, la subespecie más extendida, hasta el oliva del O. bezoarticus celer argentino y el canela en el O. bezoarticus bezoarticus, que sobrevive hoy en el Brasil.
Muestran invariablemente marcas blancas alrededor del hocico, en la cara interna de las orejas, la parte inferior del cuello, el vientre y la cara inferior de la cola, que es corta y tupida. La cara superior de la cola es más oscura que el resto del pelaje, y está acompañada en ocasiones por una línea del mismo color a lo largo de la espina dorsal. En la base del cuello y la cruz suele presentarse un remolino de pelaje más largo. Los ejemplares juveniles presentan una coloración más clara y jaspeado en los flancos.
El macho es reconocible a la distancia por su fuerte olor almizclado, secretado por unas glándulas interdigitales, con el que marca su territorio, sobre todo durante la época de celo. Otras glándulas, ubicadas en el hocico y en la región ocular, intervienen para distinguir entre ejemplares.

## Hábitos
El venado de las Pampas se alimenta de pastos y juncos, así como de fruta y legumbres silvestres. Los ejemplares forman pequeñas manadas de hasta una docena de individuos, que se disuelven en la época de celo, a fines del verano, durante la cual los machos se muestran fuertemente territoriales y agresivos.
Dos o tres meses antes de la brama se renueva la cornamenta del macho. La cornamenta nueva está recubierta, como en otras especies de cérvidos, por un tejido suave, aterciopelado y muy sensible. A fines de enero el tejido se libera, y la cornamenta se utiliza para exhibiciones durante el celo.
La gestación del venado dura alrededor de siete meses; los cervatillos nacen una vez acabado el invierno, y conviven con la madre hasta su madurez.

## Conservación

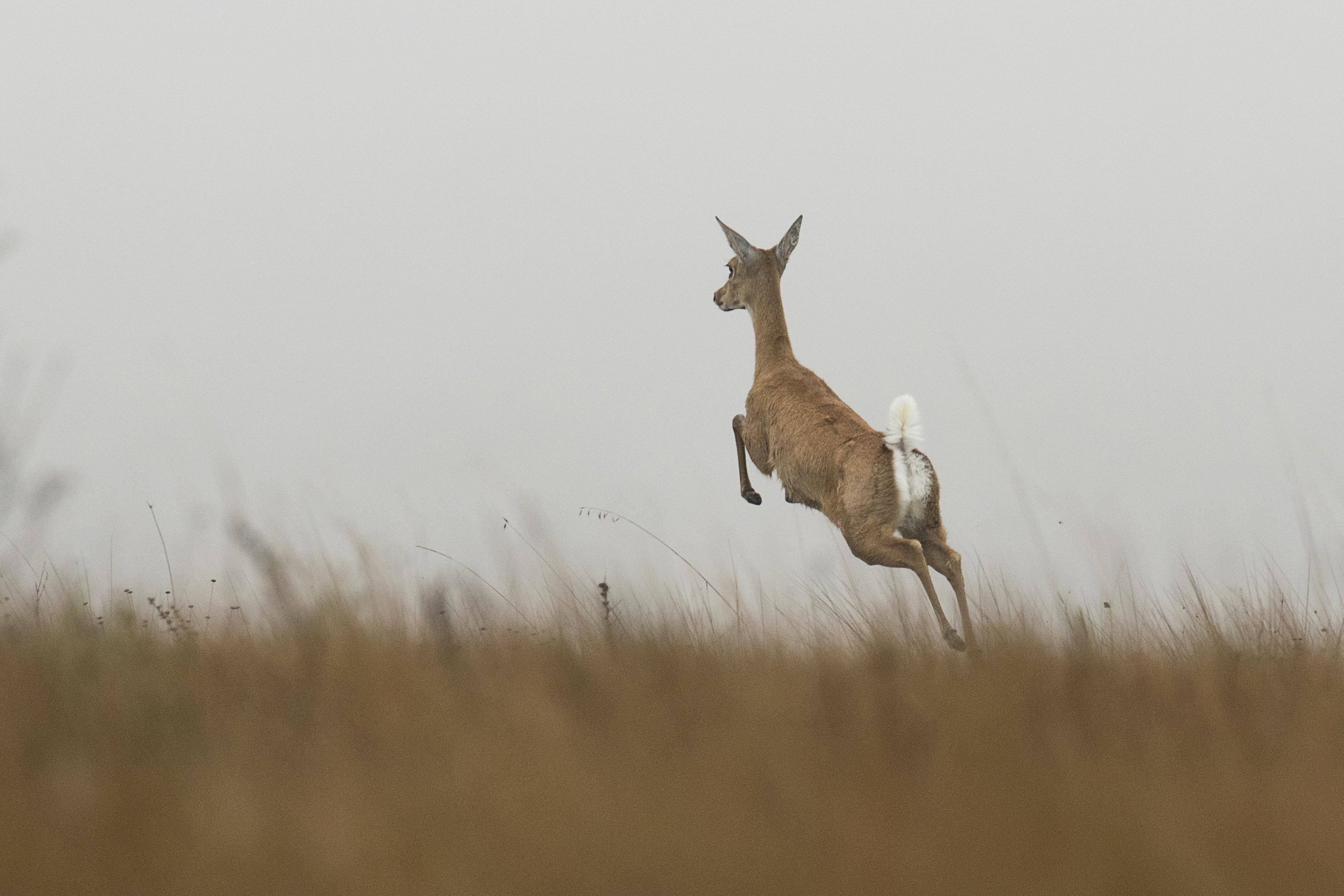
Venado de las Pampas (Parque nacional de Serra da Canastra, Brasil)

Como otras especies de la zona, el venado de las Pampas carece hoy de predadores naturales. Sin embargo, es una de las especies de cérvido en mayor riesgo del mundo. En todos los países en que habita está rigurosamente protegido, aunque ocasionalmente se informa de la práctica de la caza en estancias privadas. En Uruguay y en algunas provincias argentinas está considerado monumento natural, con gravísimas sanciones para su caza o comercio.
Las enormes poblaciones que ocuparon las Pampas en siglos pasados fueron cazadas por su carne y su piel; la intensísima disminución de sus poblaciones, de todos modos, se produjo por la modificación y urbanización de su hábitat y por la competencia ecológica del ganado; las enfermedades infecciosas, sobre todo la fiebre aftosa, mermaron su población en el siglo XIX.
El Ozotoceros bezoarticus leucogaster fue declarado monumento natural por la provincia de Corrientes en Argentina mediante decreto n.º 1555/1992 de 10 de diciembre de 1992, por la provincia de Santa Fe (Ozotoceros bezoarticus) mediante la ley n.º 12182 sancionada el 30 de octubre de 2003 y por la provincia de Buenos Aires (Ozotoceros bezoarticus celer) mediante la ley n.º 11689 sancionada el 12 de octubre de 1995. La provincia de San Luis lo declaró de interés público provincial prohibiendo su caza o captura mediante ley n.º 5499 de 31 de marzo de 2004.

## Peculiaridades
El bezoar que le da nombre a la especie es un cálculo del aparato digestivo que presentan los venados, formado habitualmente por la acumulación de material indigerible en el tracto intestinal. Supersticiones tradicionales asignaban un poder mágico a estos objetos, sobre todo como contraveneno. El fuerte olor de los que se producen en el venado pampeano, junto con la impresión común de que es inmune a las picaduras de serpiente —falsa, por otra parte; la serpiente evita al venado simplemente para evitar su pisada— la hicieron muy apreciada en prácticas paramedicinales hasta época muy reciente.
La bahía Samborombón es una de las únicas áreas que actualmente conserva el paisaje original de los prados pampeanos. La principal área protegida de esta bahía es el parque nacional Campos del Tuyú, que previamente había sido una reserva privada administrada por la Fundación Vida Silvestre Argentina, la rama de la World Wildlife Fund que opera en la Argentina.
La distribución histórica de la especie se ha visto reducido dramáticamente a menos del 1 %, desde 1900. La fragmentación del hábitat del venado de campo es la amenaza más seria a la población sobreviviente según el libro rojo UICN de las especies en peligro de extinción. Quizás la causa principal de la masiva disminución del venado de las pampas sea una epidemia de fiebre aftosa a fines del siglo XIX. En esa época solo se lo podía cazar con boleadoras, lo que era muy peligroso por las rodadas. El otro recurso en ese entonces era el arma de fuego, pero resultaba muy costoso. 
En Argentina, sobreviven en las últimas praderas con pastizales naturales, sin vegetación arbórea o con isletas de arbustos y arbolitos. Las poblaciones actuales que habitan los campos de la bahía Samborombóm, ocupan zonas bajas, pantanosas, cangrejales; y en el centro de la provincia de San Luis, suelos arenosos con pastizales y lomas con isletas de chañares. En Uruguay el ambiente más representativo es el de las praderas en unos pocos establecimientos privados conformando sendas poblaciones ubicadas en los departamentos de Salto y Rocha. 
Antes de la introducción del ganado, este escenario estaba ocupado por ñandúes, guanacos y millones de venados de campo. Al punto que entre 1860 y 1870 fueron exportadas del Río de la Plata la cantidad de 2 130 000 pieles de venado pampeano. 
Se alimentan de pastos, hojas y a veces de frutos de talas. Fuera de la época de "brama" o celo, estos ciervos viven en manadas o grupos de 6 a 12 individuos. La época de brama transcurre de febrero a marzo. En el período de prebrama se cae la cornamenta. Al poco tiempo es reemplazada por otra cubierta de un tegumento aterciopelado, que se cae en enero dejando la cornamenta limpia, y luego comienza el período de celo. Los machos agreden y realizan exhibiciones removiendo el suelo con las patas y los cuernos, para delimitar su territorio. Luego del apareamiento y después de siete meses de gestación nace un cervatillo por cada hembra. 
El venado de campo Ozotoceros bezoarticus, es la especie de ciervo más amenazada de todo el continente americano y en Uruguay se encuentra el rebaño más grande del mundo en cautiverio. En este país se encuentra además un detallado seguimiento del pedigrí de los animales desde 1980.

## Factores de riesgo
La principal causa de extinción de esta especie es la paulatina transformación de la pradera pampeana en campos de cultivo/pastoreo junto a la instalación de poblaciones conectadas por rutas asfaltadas. venado de las pampas

## Subespecies
Se distinguen cinco subespecies:
- Ozotoceros bezoarticus arerunguaensis - norte de Uruguay.
- Ozotoceros bezoarticus bezoarticus - este y centro de Brasil.
- Ozotoceros bezoarticus celer - Argentina.
- Ozotoceros bezoarticus leucogaster - oeste de Brasil, este de Bolivia, Paraguay y norte de Argentina. (Gran Chaco)
- Ozotoceros bezoarticus uruguayensis - sureste de Uruguay.

Algunas de estas subespecies están en peligro de extinción. La amenaza principal proviene de la destrucción del hábitat y la fragmentación de las poblaciones, principalmente a causa de la expansión agrícola.